# Melanie Pappenheim
Melanie Pappenheim (1959) es una soprano cantante y compositora inglesa, notable por su trabajo vocal con varios compositores interdisciplinarios, con compañías de teatro vanguardistas y en bandas sonoras (notablemente para varias películas y en 2005 con el resurgimiento de Doctor Who).

## Música contemporánea
Es una colaboradora frecuente con los compositores contemporáneos e intérpretes Simon Fisher-Turner, Orlando Gough y Jocelyn Pook) y es también miembro de sus proyectos musicales respectivos.
Ha sido miembro de plazo largo del ensamble de 10 piezas Pook, apareciendo oficialmente y en concierto como una del ensemble de tres vocalistas. Como parte del Ensemble,  ha contribuido a las bandas sonoras de películas Hollywood blockbuster, Eyes Wide Shut & Gangs de Nueva York. También hace el trabajo vocal en la mayoría de música de Pook, apareciendo en el álbum Deluge (más tarde reestrenado como Flood) y Untold Things.
Su obra con Simon Fisher-Turner tiene contribuciones incluidas a las bandas sonoras de dos filmes de Derek Jarman. Turner ha comparado la obra ética de Pappenheim con la de Jarman, en que hay un gran entendimiento entre ellos sin mucha comunicación (es suya la cita  "Ella solo hace lo que le gusta...".)
Ha sido miembro del coro de 16 miembros de Gough "El Grito" desde 1998.
En 2009, a invitación del productor Giles Perring, Pappenheim grabó para el álbum Poets and Lighthouses' por el cantante de Tuvan Albert Kuvezin.
Regularmente ha actuado en la performance de Paul Clark 'Here All Night' - con canciones y música con los especialistas Gare St Lazare - en Reino Unido y EE. UU.

## Trabajo de teatro
Su obra en teatro de vanguardia ha incluido una memorable aparición en topless como figura de Cristo mujer en el DV8 Teatro Físico de 1992, en la producción Strange Fish, donde cantó mientras colgaba de un crucifijo. Apareció en el Clod Ensemble con 'An Anatomie in Four Quarters' en el Centro del Milenio de Gales (2013) y en Lowry Salford (2016).

## Obra como compositora
Como compositora a derecho propio, Pappenheim frecuentemente escribe música para radio y más recientemente, teatro. Además, ella también enseña voz.

## Discografía
- 2006 (2004) (con Manfred Mann's Earth Band)
- Translucence: a Song Cycle - (con Derek Jarman)
- The Garden (1999) - (con Simon Fisher-Turner)
- Edward II (2003) - (con Simon Fisher-Turner)
- Deluge (1997) - (con Jocelyn Pook)
- Flood (1999) - (con Jocelyn Pook)
- Untold Things (2001)  - (con Jocelyn Pook)
- Eyes Wide Shut: Original Soundtrack (1999)
- Gangs of New York: Original Soundtrack (2003)
- Doctor Who: Original Soundtrack (2006) - (con Murray Gold)
- Doctor Who: Original Soundtrack – Series 3 (2007) - (con Murray Gold)
- Doctor Who: Original Soundtrack – Series 4 (2008) - (con Murray Gold)
- Poets and Lighthouses (2010) - (con Albert Kuvezin y Yat Kha)

### Obra enDoctor Who
Voces en
- Compuso para Series 1&2 (disponibles en Doctor Who: banda sonora televisiva original)
  - "Tema del Doctor"
  - "Doomsday"
  - "Seeking The Doctor"
- Compuso para Series 3 (disponibles en Doctor Who: banda sonora televisiva original - Series 3)
  - "El tema de Martha"
  - "YANA (excerpt)"
  - "The Doctor Forever"
- Compuso para el "El viaje de los condenados" y Serie 4 (disponible en Doctor Who: banda sonora televisiva original - Series 4)
  - "El tema de Astrid" (como parte de "Voyage of the Damned Suite")
  - "Turn Left"